# Pseudoscaphirhynchus hermanni
El esturión enano (Pseudoscaphirhynchus hermanni) es una especie de pez acipenseriforme de la familia Acipenseridae. Es una especie potamódroma endémica de la cuenca del río Amu Daria en Turkmenistán y Uzbekistán, también podría encontrarse en Tayikistán y anteriormente se encontraba hasta el mar de Aral.
Se considera una especie inofensiva para los humanos además de ser muy sensible a los químicos del agua, esta especie rara vez se captura como captura incidental y no se utiliza para el consumo humano. Históricamente, se hibridaba fácilmente con el esturión de Amu Daria.

## Características
Posee de 10 a 13 escudos dorsales, 30 a 38 escudos laterales y 6 a 10 escudos ventrales además de ser morfológicamente similar al esturión de Amu Daria (Pseudoscaphirhynchus kaufmanni) pero siendo más pequeño además convivir en el mismo hábitat, tiene un hocico más largo en forma de pala y más redondeado, no tiene un filamento caudal largo.
No hay espinas en sus escudos ni en hocico que, se alarga a su edad además que las aletas pectorales tienen un pliegue que se curva dorsalmente como también sus ojos son pequeños y sus dos barbillas externas son 2 o 3 veces más grandes que las internas. Presentan un dorso marrón oscuro y un vientre blanco. Los adultos eran bentófagos que se alimentaban de larvas de mosquitos. y presenta de 27 a 35 radios en la aleta dorsal y de 15 a 21 radios en la aleta anal.

## Conservación y amenazas
Se encuentra amenazado por la extracción del agua (principalmente para riego) que ha hecho el río llegue al mar solo en años con alta descarga. También por los altos niveles de contaminación del agua y salinidad a lo largo del río Amu Daria debido al uso de grandes cantidades de fertilizantes inorgánicos, pesticidas para la agricultura del algodón y la eliminación de aguas de drenaje.
Debido a que la especie se encuentra exclusivamente en aguas turbias de corriente rápida que se vuelven cada vez más limitadas debido a la construcción de presas que impiden la migración desde el curso medio al bajo del río Amu Daria. Por esto, la especies está en peligro crítico de extinción.
Figura en el Apéndice II de CITES en 1998 y protegida a nivel nacional en todos los países del rango. En 2014, una pequeña granja de estanque para mantener y estudiar a esta especies se estableció en las instalaciones de la Academia Khorezm Mamun.